# فابیانا دا سیلوا سیموئس
فابیانا دا سیلوا سیموئس (پرتغالی: Fabiana da Silva Simões؛ زادهٔ ۴ اوت ۱۹۸۹) بازیکن فوتبال زن اهل برزیل است.
از باشگاه‌هایی که در آن بازی کرده‌است می‌توان به باشگاه فوتبال زنان سانتوس، باشگاه فوتبال زنان بارسلونا، باشگاه فوتبال زنان تیرسو، بوستون بریکرز، باشگاه فوتبال بارسلونا، و باشگاه فوتبال ووهان اشاره کرد.
وی همچنین در تیم ملی فوتبال زنان برزیل بازی کرده‌است.
وی در مسابقات کشوری و بین‌المللی در مجموع برندهٔ ۱ مدال طلا، ۱ مدال نقره شده‌است.